# 刘翔 (十六国)
劉翔。又作劉祥，平原郡人，五胡十六国時代前燕官员。
劉翔为避免永嘉之乱，他与同郡宋该、杜群一起先依靠都督幽州諸軍事王浚，转而又依靠段部鲜卑辽西国，认为他们都不值得寄托，于是带领各流亡的家族一起归附慕容部首領慕容廆。
大兴元年（318年）三月，被任命为主簿，参与制定慕容廆政权的军府礼仪。咸和八年（333年）五月，慕容廆去世，长子慕容皝继位。刘翔被任命为功曹、長史。
咸康四年（338年）五月，后赵君主石虎率大军数十万人攻入前燕，前燕成周内史崔燾、居就县令游泓、武原县令常霸、東夷校尉封抽、護軍宋晃响应后赵，三十六座城池投降后赵 。随后，由于折衝将軍慕輿根、盪寇将軍慕容恪的英勇作战，后赵军全面撤退，慕容恪分兵进军各投降后赵的城砦，使其全部投降。在这次事件中，很多反乱者被抓获，诛灭了许多人。刘翔从中为他们申辩请求，许多人得以保全性命。
咸康五年（339年）十月，慕容皝派长史刘翔、参军鞠运至建康进献对后赵作战的俘虏和战利品、报告功绩，并且说明假摄称王的意愿、又请约定日期，大举起兵，共同平定中原。
刘翔到达建康，晋成帝召见，询问慕容鎮軍（慕容皝）的情况。劉翔回答说：“我接受派遣时，他身穿朝服，向南方拜授章表。”劉翔请求东晋朝廷任命慕容皝为大将军、假燕王，赐王璽，朝廷论议认为：“按旧例，大将军不委派到边关。从汉、魏以来，不封异姓为王，所请之事不能许可。”
刘翔对此表示：“自从刘渊、石勒作乱，长江以北之地，完全成为战乱之渊，未听说中華公卿的后裔中有一人能挥动兵戈，摧毁凶逆。慕容鎮軍父子（慕容廆、慕容皝担任鎮軍大将軍）竭尽心力，心怀本朝（東晋）。以少击多，多次击败强敌。石虎畏惧，把边境的民众全部迁徙，让他们散居在魏郡、阳平郡、广平郡三魏之地，国土缩小千里，以至蓟城成为赵国北方的边境。尽管功绩如此显赫，朝廷却吝惜海北之地（遼西、遼東），不肯作为封邑。这是何故。昔日漢高祖（劉邦）不惜王爵，授予韓信、彭越，所以能够成就帝业。项羽把印璽藏到棱角都磨损也不舍得授人，终于导致危亡。我的内心不只是希望能尊奉主君（慕容皝），还为聖朝（東晋）疏远忠义之国、使得四海之人无从劝勉和仰慕深感惋惜。”
东晋尚书諸葛恢是刘翔的姐夫，但他强烈反对册封燕王，认为：“夷狄互相攻击，才对中国有利；礼器和名位，不能轻易相许。”他对刘翔说：“假使慕容鎮軍能够翦除石虎，这是又出现一个石虎，朝廷又能够仰仗谁。”劉翔说：“寡妇尚且知道怜悯宗周的陨灭。现在晋室危殆，你职位和高辛氏的八元与高阳氏的八恺相当，难道没有忧国之心。如果夏朝大臣伯靡和有鬲氏的功业不能建立，少康怎能中兴。齐桓公、晋文公的战争如果不能取胜，周朝人都将披发左衽，沦为异族。慕容鎮軍枕戈待旦，立志翦除凶逆。你却又宣扬偏见惑论，妒忌、离间忠臣。四海之所以未能统一，就是因为有你这样的人。”
刘翔留住建康一年多，东晋官员论议始终没有结果。劉翔对中常侍彧弘说：“石虎包揽八州的地，擁兵百万。立志吞并江汉之地，索頭（拓跋部）、宇文（宇文部）諸小国，无不臣服。只有慕容鎮軍辅翼和拥戴晋室天子，誠意上通日月，却不能获得异于常礼的任命。我恐天下人因而改变心意、分崩离析，不再向南方称臣。公孫淵对东吴没有尺寸功绩，吴主孙权却封他为燕王，加以九锡。现在慕容鎮軍多次挫败逆賊，威震秦隴。石虎连续派遣使者，言辞动听，币帛厚重，想拜授他为曜威大将军、辽西王。慕容鎮軍厌恶他不是皇室正统，拒绝不受。现在朝廷却吝惜虚名，排斥压抑忠顺之臣。不是国家的长远之计。将来即使后悔，恐怕也来不及了。”彧弘为他入宫向成帝陈述，成帝心中已准备同意。
咸康六年（340年）正月，東晋中枢人物庾亮去世，弟弟庾冰、庾翼相继为相。刘翔等人将慕容皝的表奏带到建康。内容是外戚庾冰、庾翼兄弟专权，导致祸乱，应当斥退来安定国家。慕容皝又写信给庾冰，斥责他占据国家要职，专断权柄，不能够为国家雪耻。庾冰十分恐惧，认为慕容皝在边远之地，无力钳制，于是和何充上奏同意刘翔的请求。
咸康七年（341年）正月，東晋朝廷于是任命慕容皝为使持节、大将军、都督河北诸军事、幽州牧、大单于、燕王。任命刘翔为代郡太守，封为临泉乡侯，授予员外散骑常侍。刘翔坚持推辞不受。
劉翔对江南士大夫驕奢、無節、酣饮、互相推崇風潮感到失望。朝廷显贵宴饮集会时，他对何充说：“四海大乱，已超过年三紀（三十六年）。宗庙社稷化为废墟，万民生灵涂炭。正是廟堂焦虑、忠臣效命之时。諸君却在江沱安乐游玩，尽情纵欲，以奢侈靡乱为荣，以桀傲怪诞为贤。謇諤（忠正耿直）的言论不闻于耳，征伐的功绩无从建立。准备何以来尊奉主上、救助百姓。”何充等人听后，十分惭愧。
二月，東晋朝廷派兼大鴻臚郭希持符节到棘城去册封燕王，和刘翔等人偕同北上。公卿大夫们在江边为他们饯别，刘翔对他们说：“昔日少康以一旅（五百人）之兵除灭有穷氏，勾践以会稽为根据地向强大的吴国报仇。蔓草尚且应当尽早除去，何况对敌仇。现在石虎、李寿，都想互相吞并，王師纵然不能平定北方，也应当经营巴蜀。一旦石虎抢先出兵，兼并李寿并占据其地，依仗地形的便利兵临东南。即使智者出现，也不能妥善处理。”中護軍谢广大喜道：“这正是我的心愿。”
七月，郭希、劉翔等人到达前燕。慕容皝被任命为使持節、侍中、大都督、河北諸軍事、大将軍、幽州牧、大单于，并封为燕王，其他官职仍如故。慕容皝任命劉翔为東夷護軍、大将軍長史。